# Hatványközép
A matematikában a hatványközepek a püthagoraszi közepek – úgy mint számtani, mértani, harmonikus – általánosításai. A hatványközepek további általánosítása a kváziaritmetikai közép, aminek értelmezés
{\displaystyle M_{f}(x_{1},\dots ,x_{n})=f^{-1}\left({{\frac {1}{n}}\cdot \sum _{i=1}^{n}{f(x_{i})}}\right)}
Ha itt f(x) = xp, akkor visszajutunk a hatványközepekhez.

## Definíció
Legyenek {\displaystyle x_{1},x_{2},\ldots ,x_{n}} nemnegatív valós számok. Ekkor ezen számok {\displaystyle k}-adik hatványközepe:
{\displaystyle S_{k}(x_{1},x_{2},\ldots ,x_{n})=\left(\sum _{i=1}^{n}{\frac {x_{i}^{k}}{n}}\right)^{\frac {1}{k}}}
Legyenek emellett {\displaystyle w_{1},w_{2},\ldots ,w_{n}} pozitív súlyok, és {\displaystyle w=\sum w_{i}}, ekkor definiálhatjuk {\displaystyle x_{1},x_{2},\ldots ,x_{n}} súlyozott hatványközepét:
{\displaystyle S_{k}(x_{1},x_{2},\ldots ,x_{n})=\left(\sum _{i=1}^{n}{\frac {w_{i}x_{i}^{k}}{w}}\right)^{\frac {1}{k}}}
Egyre normálva:
{\displaystyle S_{k}(x_{1},x_{2},\ldots ,x_{n})=\left(\sum _{i=1}^{n}w'_{i}x_{i}^{k}\right)^{\frac {1}{k}}}, ahol {\displaystyle w'_{i}={\frac {w_{i}}{w}}}

## Nevezetes hatványközepek
| {\displaystyle \lim _{p\to -\infty }S_{p}(x_{1},\dots ,x_{n})=\min\{x_{1},\dots ,x_{n}\}}            | minimum          |
| {\displaystyle S_{-1}(x_{1},\dots ,x_{n})={\frac {n}{{\frac {1}{x_{1}}}+\dots +{\frac {1}{x_{n}}}}}} | harmonikus közép |
| {\displaystyle \lim _{p\to 0}S_{p}(x_{1},\dots ,x_{n})={\sqrt[{n}]{x_{1}\cdot \dots \cdot x_{n}}}}   | mértani közép    |
| {\displaystyle S_{1}(x_{1},\dots ,x_{n})={\frac {x_{1}+\dots +x_{n}}{n}}}                            | számtani közép   |
| {\displaystyle S_{2}(x_{1},\dots ,x_{n})={\sqrt {\frac {x_{1}^{2}+\dots +x_{n}^{2}}{n}}}}            | négyzetes közép  |
| {\displaystyle \lim _{p\to \infty }S_{p}(x_{1},\dots ,x_{n})=\max\{x_{1},\dots ,x_{n}\}}             | maximum          |

### A hatványközép határértékei

#### Maximum és minimum
{\displaystyle \lim _{p\to \infty }S_{p}(x_{1},\dots ,x_{n})=\max\{x_{1},\dots ,x_{n}\}},
ugyanis legyen {\displaystyle x=\max\{x_{1},\dots ,x_{n}\}} és {\displaystyle p>0}, ekkor
{\displaystyle x=\left(x^{p}\right)^{\frac {1}{p}}\leq S_{p}(x_{1},\dots ,x_{n})\leq \left(nx^{p}\right)^{\frac {1}{p}}=n^{\frac {1}{p}}\left(x^{p}\right)^{\frac {1}{p}}\to x\,(p\to \infty )},
{\displaystyle \lim _{p\to -\infty }S_{p}(x_{1},\dots ,x_{n})=\lim _{p\to \infty }{\frac {1}{S_{p}({\frac {1}{x_{1}}},\dots ,{\frac {1}{x_{n}}})}}={\frac {1}{\max\{{\frac {1}{x_{1}}},\dots ,{\frac {1}{x_{n}}}\}}}=\min\{x_{1},\dots ,x_{n}\}}.

#### Mértani közép
{\displaystyle \lim _{p\to 0}S_{p}(x_{1},\dots ,x_{n})=\prod _{i=1}^{n}x_{i}^{w_{i}}}, ahol {\displaystyle \sum _{i=1}^{n}w_{i}=1}.
A L’Hospital-szabály szerint
{\displaystyle \lim _{p\to 0}{\frac {\log \left(\sum _{i=1}^{n}w_{i}x_{i}^{p}\right)}{p}}=\lim _{p\to 0}{\frac {1}{\sum _{i=1}^{n}w_{i}x_{i}^{p}}}\cdot \left(\sum _{i=1}^{n}w_{i}x_{i}^{p}\right)'={\frac {1}{\sum _{i=1}^{n}w_{i}}}\cdot \lim _{p\to 0}\sum _{i=1}^{n}(w_{i}\cdot \log(x_{i})\cdot x_{i}^{p})=\sum _{i=1}^{n}w_{i}\log(x_{i})},
kihasználva az exponenciális függvény({\displaystyle e^{x}}) folytonosságát
{\displaystyle \lim _{p\to 0}{\sqrt[{p}]{\sum _{i=1}^{n}w_{i}x_{i}^{p}}}=\lim _{p\to 0}e^{\frac {\log \left(\sum _{i=1}^{n}w_{i}x_{i}^{p}\right)}{p}}=e^{\lim _{p\to 0}{\frac {\log \left(\sum _{i=1}^{n}w_{i}x_{i}^{p}\right)}{p}}}=e^{\sum _{i=1}^{n}w_{i}\log(x_{i})}=\prod _{i=1}^{n}x_{i}^{w_{i}}}.

## Homogenitása
A legtöbb középértékhez hasonlóan homogén, azaz, ha {\displaystyle b>0}, akkor tetszőleges {\displaystyle k}-ra
{\displaystyle S_{k}(bx_{1},\ldots ,bx_{n})=bS_{k}(x_{1},\ldots ,x_{n})}

### Bizonyítás
{\displaystyle S_{k}(bx_{1},\ldots ,bx_{n})=\left(\sum _{k=1}^{n}w'_{i}(bx_{i})^{k}\right)^{\frac {1}{k}}=\left(b^{k}\sum _{k=1}^{n}w'_{i}x_{i}^{k}\right)^{\frac {1}{k}}=b\left(\sum _{k=1}^{n}w'_{i}x_{i}^{k}\right)^{\frac {1}{k}}=bS_{k}(x_{1},\ldots ,x_{n})}.

## További tulajdonságai
- A hatványközepek mindig az adatok minimuma és maximuma közé esnek.
- A hatványközepek szimmetrikusak, argumentumaik permutálása nem változtat az értéken.
- Mivel a hatványközepek kváziaritmetikai közepek, blokkosíthatók:

{\displaystyle M_{p}(x_{1},\dots ,x_{n\cdot k})=M_{p}\left[M_{p}(x_{1},\dots ,x_{k}),M_{p}(x_{k+1},\dots ,x_{2\cdot k}),\dots ,M_{p}(x_{(n-1)\cdot k+1},\dots ,x_{n\cdot k})\right]}

## Hatványközepek közti egyenlőtlenség
A hatványközepek közti egyenlőtlenség kimondja, hogy az {\displaystyle f:\mathbb {R} \rightarrow \mathbb {R} ,q\mapsto S_{q}(x_{1},x_{2},\ldots ,x_{n})} függvény a teljes értelmezési tartományán monoton nő. Azaz, ha {\displaystyle p<q}, akkor {\displaystyle S_{p}(x_{1},x_{2},\ldots ,x_{n})\leq S_{q}(x_{1},x_{2},\ldots ,x_{n})}.
A fentiek szerint a hatványközepek közti egyenlőtlenség magában foglalja a püthagoraszi közepek közti egyenlőtlenséget.

## Felhasználása
A hatványközepek nemlineáris mozgóátlagot jelentenek, ami kis p-re a kis értékek felé, nagy p-kre a nagy értékek felé tolódik el. Kis p-kre tömegspektrum bázisvonalának detektálására, nagy p-kre görbék burkológörbéjének meghatározására használják. 
Ha adva van a smooth függvény, ami mozgó számtani közepet számol, akkor a mozgó hatványközép definiálható a következő Haskell kóddal:
```
 
powerSmooth
 
::
 
Floating
 
a
 
=>
 
([
a
]
 
->
 
[
a
])
 
->
 
a
 
->
 
[
a
]
 
->
 
[
a
]

 
powerSmooth
 
smooth
 
p
 
=
 
map
 
(
**
 
recip
 
p
)
 
.
 
smooth
 
.
 
map
 
(
**
p
)

```

## Fordítás
Ez a szócikk részben vagy egészben  a   Generalized mean című angol Wikipédia-szócikk fordításán alapul.  Az eredeti cikk szerkesztőit annak laptörténete sorolja fel. Ez a jelzés csupán a megfogalmazás eredetét és a szerzői jogokat jelzi, nem szolgál a cikkben szereplő információk forrásmegjelöléseként.